# Grandcourt Road Cemetery
Grandcourt Road Cemetery is een Britse militaire begraafplaats met gesneuvelden uit de Eerste Wereldoorlog. Ze is gelegen in de Franse gemeente Grandcourt (departement Somme). De begraafplaats werd ontworpen door Herbert Baker en ligt in een veld op ruim 1,7 km ten zuiden van het dorpscentrum (Église Saint-Martin). Vanaf een moeilijk berijdbare veldweg en een elftal opwaartse treden is het nog 340 meter stappen door twee akkers. 
De begraafplaats heeft een rechthoekig grondplan met aan de noordelijke rand een driehoekige uitbouw waarin een metalen hekje als toegang is geplaatst. De oppervlakte van het terrein bedraagt 496 m² en wordt omsloten door een bakstenen muur. Het Cross of Sacrifice staat centraal tegen de zuidelijke muur.
Er liggen 391 doden waaronder 108 niet geïdentificeerde. Onder de meeste grafzerken liggen twee slachtoffers begraven.
De begraafplaats wordt onderhouden door de Commonwealth War Graves Commission.

## Geschiedenis
Grandcourt werd op 1 juli 1916 (eerste dag van de Slag aan de Somme) door eenheden van de 36th (Ulster) Division bereikt maar konden het niet innemen. Pas in de nacht van 5 op 6 februari 1917 werd het dorp door patrouilles van de Royal Naval Division verlaten aangetroffen. Van april tot augustus 1918 werd het nog even door Duitse troepen bezet. De begraafplaats werd in de lente van 1917 aangelegd na het opruimen van het slagveld aan de Ancre.
Onder de geïdentificeerde doden zijn er 282 Britten en 1 Canadees. 

## Graven
F.R.F. Warren, majoor bij het Hampshire Regiment wordt herdacht met een Special Memorial omdat zijn graf niet meer gelokaliseerd kon worden en men neemt aan dat hij onder een naamloos graf ligt.

### Onderscheiden militairen
- onderluitenant Stanhope Francis London (North Staffordshire Regiment) werd onderscheiden met de Distinguished Conduct Medal (DCM).
- sergeant W. Ince (South Lancashire Regiment ) werd onderscheiden met de Military Medal (MM).